# Plage de Manyetes

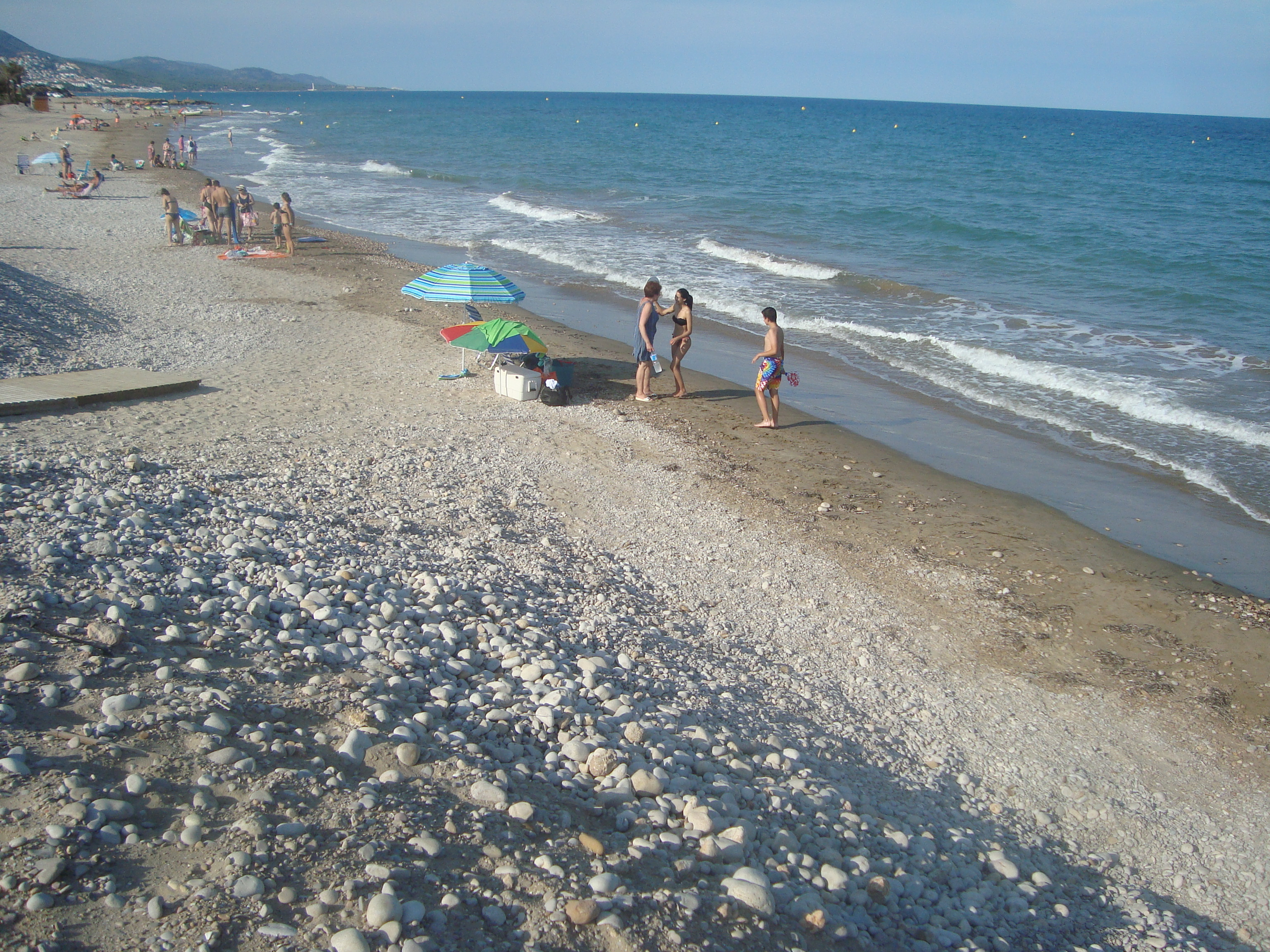
Plage de Manyetes, plage Tropicana (Alcossebre)

La plage de Manyetes (en valencien : Platja de Manyetes), aussi appelée plage Tropicana, est une plage de sable située sur le territoire de la commune d'Alcalà de Xivert, dans la Communauté valencienne en Espagne.
Il s'agit d'une grande plage qui a pour limite au nord Tres Platges et au sud des rochers et la plage del Serradal. Elle a une longueur de 500 m, une largeur de 35 m.
La plage est située dans un environnement urbain (Capicorb près d'Alcossebre). On y accède par une rue. Il y a une promenade et un parking délimité. C'est une plage balisée.
Elle a obtenu le Pavillon Bleu depuis 1988 (à l'exception de l'année 2008), et les certificats de qualité ISO 9001 et ISO 14001.